# Cimeiras Ibéricas
As cimeiras ibéricas são reuniões anuais bilaterais realizadas entre o presidente do governo da Espanha e o primeiro-ministro de Portugal onde se discutem questões de grande interesse para ambos os governos, e projetos de cooperação entre os dois países. Essa iniciativa foi iniciada e iinstitucionalizada em 1983.
As reuniões normalmente duram dois dias, normalmente realizada em novembro de cada ano e cuja sede é variável, um ano numa cidade de Espanha, e no ano seguinte numa cidade de Portugal.

## Reuniões realizadas
Essa lista contém todas as Cimeiras Ibéricas realizadas até 26 de maio de 2017:
- 1983 - 1.ª Cimeira Ibérica -  Portugal
- 1985 - 2.ª Cimeira Ibérica -  Espanha
- 1986 - 3.ª Cimeira Ibérica -  Portugal
- 1987 - 4.ª Cimeira Ibérica -  Espanha
- 1988 - 5.ª Cimeira Ibérica -  Portugal
- 1990 - 6.ª Cimeira Ibérica -  Espanha
- 1990 - 7.ª Cimeira Ibérica -  Portugal
- 1991 - 8.ª Cimeira Ibérica -  Espanha
- 1992 - 9.ª Cimeira Ibérica -  Portugal
- 1993 - 10.ª Cimeira Ibérica -  Espanha
- 1994 - 11.ª Cimeira Ibérica -  Portugal
- 1996 - 12.ª Cimeira Ibérica -  Espanha
- 1996 - 13.ª Cimeira Ibérica -  Portugal
- 1997 - 14.ª Cimeira Ibérica -  Espanha
- 1998 - 15.ª Cimeira Ibérica -  Portugal
- 2000 - 16.ª Cimeira ibérica -  Espanha
- 2001 - 17.ª Cimeira Ibérica -  Portugal
- 2002 - 18.ª Cimeira Ibérica -  Espanha
- 2003 - 19.ª Cimeira Ibérica -  Portugal
- 2004 - 20.ª Cimeira Ibérica -  Espanha
- 2005 - 21.ª Cimeira Ibérica -  Portugal
- 2006 - 22.ª Cimeira Ibérica -  Espanha
- 2008 - 23.ª Cimeira Ibérica -  Portugal
- 2009 - 24.ª Cimeira Ibérica -  Espanha
- 2012 - 25.ª Cimeira Ibérica -  Portugal
- 2013 - 26.ª Cimeira Ibérica -  Espanha
- 2014 - 27.ª Cimeira Ibérica -  Portugal

- 2015 - 28.ª Cimeira Ibérica -  Espanha
- 2017 - 29.ª Cimeira Ibérica -  Portugal
- 2018 - 30.ª Cimeira Ibérica -  Espanha
- 2020 - 31.ª Cimeira Ibérica -  Portugal
- 2021 - 32.ª Cimeira Ibérica -  Espanha